# 루마니아 원로원

루마니아 원로원(루마니아어: Senatul)은 양원제인 루마니아 의회를 구성하는 상원이다. 임기는 4년으로, 137명의 의원이 직접 선거로 선출된다.